# Adrian Ellison
Adrian Charles Ellison (Solihull, 11 september 1958) is een voormalig Brits stuurman bij het roeien. Ellison maakte zijn debuut met een bronzen medaille in de twee-met-stuurman tijdens de wereldkampioenschappen roeien 1981. Ellison stuurde de vier-met-stuurman naar de olympische gouden medaille in 1984, dit was de eerste olympische gouden roeimedaille voor het Groot-Brittannië op de Olympische Spelen in 36 jaar. Tijdens de wereldkampioenschappen roeien 1989 behaalde Ellison de bronzen medaille als stuurman van de acht. Ellison behaalde bij zijn tweede olympische deelname in Barcelona de zesde plaats in de acht. Een jaar sloot Ellison zijn carrière af door middel van een negende plaats in de vier-met-stuurman tijdens de wereldkampioenschappen roeien 1993

## Resultaten
- Wereldkampioenschappen roeien 1981 in München  in de twee-met-stuurman
- Wereldkampioenschappen roeien 1982 in Luzern 5e in de vier-met-stuurman
- Wereldkampioenschappen roeien 1983 in Duisburg 11e in de acht
- Olympische Zomerspelen 1984 in Los Angeles  in de vier-met-stuurman
- Wereldkampioenschappen roeien 1985 in Hazewinkel 7e in de acht
- Wereldkampioenschappen roeien 1987 in Kopenhagen 9e in de acht
- Wereldkampioenschappen roeien 1988 in Milaan 8e in de lichte-acht
- Wereldkampioenschappen roeien 1989 in Bled  in de acht
- Wereldkampioenschappen roeien 1990 in Barrington 4e in de acht
- Wereldkampioenschappen roeien 1991 in Wenen 4e in de vier-met-stuurman
- Olympische Zomerspelen 1992 in Barcelona 6e in de acht
- Wereldkampioenschappen roeien 1993 in Račice 9e in de vier-met-stuurman

1900: Henri Bouckaert & Jean Cau & Émile Delchambre & Henri Hazebrouck & Charlot / Gustav Goßler & Oskar Goßler & Walter Katzenstein & Waldemar Tietgens & Carl Goßler  ·
1912: Albert Arnheiter & Hermann Wilker  & Otto Fickeisen & Rudolf Fickeisen & Otto Maier·
1920: Willy Brüderlin & Max Rudolf & Paul Rudolf & Hans Walter & Paul Staub · 
1924: Émile Albrecht & Alfred Probst & Eugen Sigg & Hans Walter & Émile Lachapelle ·
1928: Valerio Perentin & Giliante D'Este & Nicolò Vittori & Giovanni Delise & Renato Petronio ·
1932: Hans Eller & Horst Hoeck & Walter Meyer & Joachim Spremberg & Carlheinz Neumann ·
1936: Hans Maier & Walter Volle & Ernst Gaber & Paul Söllner & Fritz Bauer·
1948: Warren Westlund & Gordon Giovanelli & Robert Martin & Robert Will & Allen Morgan ·
1952: Karel Mejta & Jiří Havlis & Jan Jindra & Stanislav Lusk & Miroslav Koranda ·
1956: Alberto Winkler & Romano Sgheiz & Angelo Vanzin & Franco Trincavelli & Ivo Stefanoni ·
1960: Gerd Cintl & Horst Effertz & Klaus Riekemann & Jürgen Litz & Michael Obst·
1964: Peter Neusel & Bernhard Britting & Joachim Werner & Egbert Hirschfelder & Jürgen Oelke ·
1968: Dick Joyce & Ross Collinge & Dudley Storey & Warren Cole & Simon Dickie ·
1972: Peter Berger & Hans-Johann Färber & Gerhard Auer & Alois Bierl & Uwe Benter ·
1976: Vladimir Jesjinov & Nikolai Ivanov & Michail Koeznetsov & Aleksandr Klepikov & Aleksandr Loekjanov ·
1980: Dieter Wendisch & Ullrich Dießner & Walter Dießner & Gottfried Döhn & Andreas Gregor ·
1984: Martin Cross & Richard Budgett & Andy Holmes & Steve Redgrave & Adrian Ellison·
1988: Bernd Niesecke & Karsten Schmeling & Bernd Eichwurzel & Frank Klawonn & Hendrik Reiher ·
1992: Iulică Ruican & Viorel Talapan & Dimitrie Popescu & Nicolae Țaga & Dumitru Răducanu